# Srebrodolskite
La srebrodolskite (simbolo IMA: Sre) è un minerale raro del supergruppo della perovskite, all'interno del quale viene collocato nel gruppo delle perovskiti non stechiometriche e da lì al sottogruppo della brownmillerite; appartiene alla famiglia minerale degli "ossidi e idrossidi" e possiede composizione chimica Ca2Fe3+2O5.

## Etimologia e storia
La srebrodolskite prende il nome da Boris Ivanovich Srebrodolsky (Борис Иванович Сребродольский) (1927 - 2007), mineralogista dell'Istituto di Geologia e Geochimica di Leopoli (Ucraina).

## Classificazione
Nella classica nona edizione della sistematica dei minerali di Strunz la srebrodolskite è elencata nella classe "4. Ossidi (idrossidi, V[5,6] vanadati, arseniti, antimoniti, bismutiti, solfiti, seleniti, telluriti, iodati)" e nella sottoclasse "4.A Metallo:Ossigeno = 2:1 e 1:1"; questa è ulteriormente suddivisa in base al rapporto metallo/ossigeno presente nel composto e alla dimensione dei cationi coinvolti, in modo da trovare il minerale nella sezione "4.AC M:O = 1:1 (e fino a 1:1,25); con cationi di grande dimensione (± cationi più piccoli)" dove insieme a brownmillerite e shulamitite forma il sistema nº 4.AC.10.
Nell'edizione successiva, proseguita dal database "mindat.org" e chiamata Classificazione Strunz-mindat la srebrodolskite mantiene la stessa classificazione nella quale, oltre ai minerali già citati, è in compagnia anche del nuovo minerale sharyginite.
Nella Sistematica dei lapis (Lapis-Systematik) di Stefan Weiß la srebrodolskite è elencata nella classe degli "ossidi" e nella sottoclasse degli "ossidi con rapporto metallo : ossigeno = 1:1 e 2:1 (M2O, MO)", dove forma il sistema nº IV/A.07 insieme a bitikleite, brownmillerite, clorkyuygenite, clormayenite, dzhuluite, elbrusite, fluorkyuygenite, fluormayenite, shulamitite, tululite, usturite.
Anche nella classificazione dei minerali secondo Dana, usata principalmente nel mondo anglosassone, la srebrodolskite è elencata nella classe degli "ossidi" e nella sottoclasse degli "ossidi multipli", qui è nella sezione degli "ossidi multipli come titano-ossidi con sostituzioni [4] e [6]", dove forma il sistema nº 07.11.02, dove si trova insieme a brownmillerite.

## Abito cristallino
La srebrodolskite cristallizza nel sistema ortorombico con il gruppo spaziale Pnma (gruppo nº 62) con i parametri reticolo a = 5,2289(4) Å, b = 14,2548(9) Å e c = 5,4291(4) Å, oltre a 4 unità di formula per cella unitaria.

## Origine e giacitura
A seconda del luogo di ritrovamento, la genesi della srebrodolskite si è formata da ankerite calcinata in legno pietrificato cotto bruciando cumuli di carbone (a Kopejsk, in Russia), dove è in paragenesi con portlandite, fluorellestadite, calce, periclasio, spurrite, larnite, magnesioferrite, ematite, anidrite, o in lava tefritica di leucite a contatto tra lava e xenoliti ricchi di calcio (per campioni provenienti dal vulcano Bellerberg, nei pressi di Ettringen Germania), dove è in paragenesi con sanidino, clinopirosseno, pirrotite, thompsonite, ettringite, willhendersonite, gismondina, jasmundite, mayenite, bellbergite, calcic olivine e portlandite.
La srebrodolskite è un minerale piuttosto raro ed è stata trovata solo in pochi siti. Oltre alla località tipo, la città di Kopejsk nell'oblast' di Čeljabinsk in Russia, ci sono stati ritrovamenti anche nel Korkinskij rajon (sempre nell'oblast' di Čeljabinsk) e monte Lakargi nella Repubblica di Cabardino-Balcaria.
Altri siti, solo per citarne alcuni, sono: Mayen e Kauern (Germania); l'oblast' di Donec'k (Ucraina); Covasna (Romania); nei distretti di Olkusz, di Kłodzko e di Jędrzejów (Polonia); nei governatorati di Betlemme e di Gerusalemme (Palestina); nella formazione "Hatrium" nel deserto del Mojave (Israele); Klöch (in Austria), a Rodez (in Francia).

## Forma in cui si presenta in natura
La srebrodolskite forma cristalli lamellari o granulari, di dimensioni inferiori a 0,1 mm, o in aggregati. La lucentezza va da adamantina (quando forma cristalli) a semi metallica (quando presente in aggregati), il colore è nero, mentre lo striscio è marrone grigiastro.